# Brienne-sur-Aisne

Brienne-sur-Aisne este o comună în departamentul Ardennes din nordul Franței. În 1 ianuarie 2022 avea o populație de 276 de locuitori.